# Heliotropium incanum
Heliotropium incanum är en strävbladig växtart som beskrevs av Hipólito Ruiz López och Pav. Heliotropium incanum ingår i Heliotropsläktet som ingår i familjen strävbladiga växter. Inga underarter finns listade i Catalogue of Life.